# Bacino di Dresda

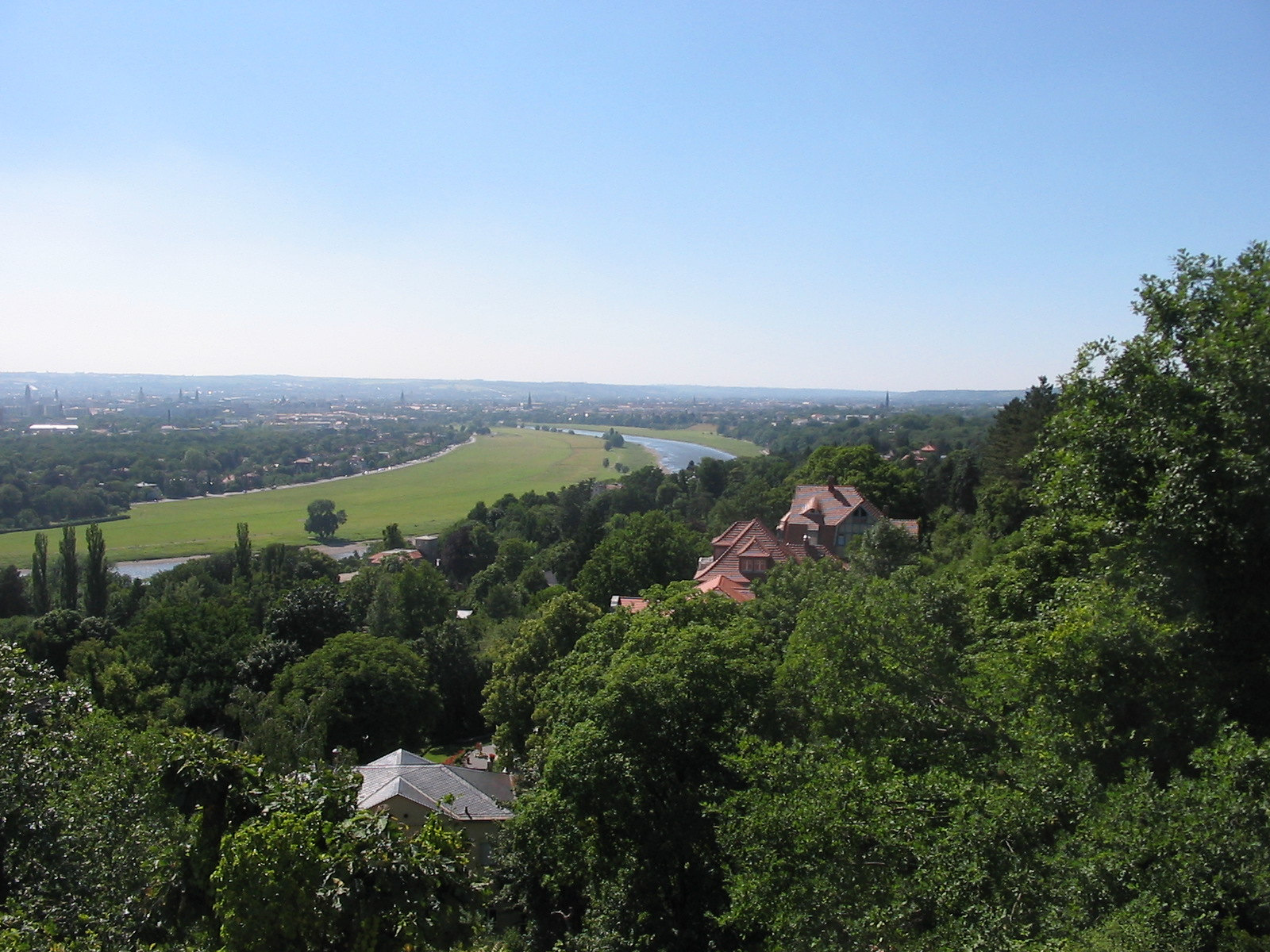
Paesaggio intorno a Dresda

Il bacino di Dresda (in tedesco (Dresdner) Elbtalkessel o Dresdner Elbtalweitung) è una regione geografica della Sassonia che comprende una porzione della valle dell'Elba intorno alla città di Dresda, compresa tra Pirna e Meißen.
La regione è formata dalla valle e dai versanti collinari degli altopiani lusaziani e dei monti Metalliferi ai lati del fiume Elba.